# Habromyia rectilinea
Habromyia rectilinea är en tvåvingeart som beskrevs av Hull 1942. Habromyia rectilinea ingår i släktet Habromyia och familjen blomflugor.
Artens utbredningsområde är Bolivia. Inga underarter finns listade i Catalogue of Life.